# ハッピィ吉沢
ハッピィ吉沢（はっぴぃ よしざわ、12月5日 - ）は、日本のパフォーミング・アーティスト、パントマイミスト、大道芸人。現在では、サンキュー手塚、富田晶子…等、他のアーティストの作品演出にも力を注いでいる。

## 来歴
- 1985年、早稲田大学で『パントマイム舞☆夢☆踏』を旗揚げ。現在も同大学でパントマイムの指導、作品演出を続けている。
- 1986年より原宿を中心にソロマイム活動を開始、マスコミにも取り上げられ人気を博す。
- 1989年よりマジックを取り入れた「マジカル・パフォーマンス」でイベントの世界に進出、高い評価を得る。
- 1992年より8年間、カナダ出身の偉大なるパントマイミスト、テリー・プレス氏より、ポーリッシュマイムの教えを受ける。
- 2002年 東京都『ヘブンアーティスト』（合格率2割の難関）のオーディションを受けて、優秀な成績で合格。全パフォーマーの代表として、当時の都知事、石原慎太郎氏から直々に表彰される栄誉を手にする。
- 2004年 大ヒット映画『パイレーツ・オブ・カリビアン』をモチーフにした新作パフォーマンス「パイレーツ・マジックショー」を始める。
- 2007年から4年間、日本舞踊の第一人者、花柳基氏より日本舞踊の教えを受ける。
- 2008年 歌舞伎を取り入れた新作パフォーマンス「歌舞伎マジックショー」を始める。
- 2008年5月3日～6日に、富士急ハイランドで開催された『大道芸人NO.1コンテスト』で、中国雑技の張海輪との大接戦を制し優勝。
- 2010年 歌舞伎の人気役者、中村福助氏のワークショップで、歌舞伎所作全般の手ほどきを受ける。
- 2017年 歌舞伎をモチーフにした人間彫像パフォーマンス「STATUE　of　KABUKI」を始める。
- 2020年 東京都「アートにエールを！」で、『森の誘い（いざない）～夢の中の物語』が採用されて配信開始。「これからのパントマイムのバイブルとなる作品！」「修練を積んだ肉体の動きに魅入られる！」「マイムの映像による新しい見せ方！」「詩的で想像力が膨らむ、まるで映像の絵本」「音楽や編集も素晴らしい！」…と言った称賛の声が相次いで寄せられる。
- 早稲田大学『パントマイム舞☆夢☆踏<まいむとう>』でのユニークな指導の下、個性豊かなパフォーマーを次々と世に送り出し、 「大道芸界の吉田松陰」との声も聞かれている。
- 主な舞☆夢☆踏出身パフォーマーには、JIDAI、サンキュー手塚、加納真実、バーバラ村田、鶴岡アキラ、ぽっか、mai-mai、ピエロのキーちゃん、 ペッパー・ゼロ、un-pa、堀江のぞみ(シルヴプレ)、 カナール・ペキノワ、チャタ、パントマイム・プロレス、ガンジス・インダス・ドーダス、 ビジュリー、ガッチ、める、nani-sole、MEDAMAN-MEDAMAN、Shiva、ポルン、ロウミン、Okk、ヤマスケ、ウエルカム星矢、エキセントリック吉田、アーティストキシラ、ポイ、naocha…等がいる。1999年には出身メンバーの一人であるサンキュー手塚が、静岡市で毎年開催される「大道芸ワールドカップin静岡」でワールドカップチャンピオンを獲得し、共に一躍注目されることとなった。
- フランスを拠点に活動中の現代舞踏家・財津曉平、音楽座のミュージカル俳優・渡辺修也、お笑いコンビTHE GEESE（ザ・ギース）の高佐一慈、 ドラマCMで活躍の俳優・矢柴俊博、人気アニメーション『ゆるキャン△』演出家の京極義昭、遠隔操作型のロボット「OriHime」開発者の吉藤健太朗も、舞☆夢☆踏でハッピィ吉沢の指導を受けている。
- ハッピー吉沢のショーは、パントマイムと鳩のマジックで人気の＜パントマイムマジックショー＞の他、映画『パイレーツ・オブ・カリビアン』をモチーフにした＜パイレーツマジックショー＞、歌舞伎をモチーフにした＜歌舞伎マジックショー＞『あっぱれ！吉沢屋』がある。2017年からは人間彫像＜STATUE　of　KABUKI＞で新境地を開いている。